# Amelle Berrabah
Amelle Berrabah, född den 22 april 1984 i Aldershot, England, är brittisk sångerska av marockanskt ursprung. Hon är sedan den 21 december 2005 medlem i Sugababes. Hon ersatte då originalmedlemmen Mutya Buena. Som ett resultat blev albumet Taller in More Ways återutgivet 27 februari 2006. Amelle Berrabah sjunger på 4 låtar på återutgåvan. "Now You're Gone" var en ny sång och "Gotta Be You", "Follow Me Home" och "Red Dress" var nyinspelningar.

## Diskografi (urval)

### Med Sugababes
Studioalbum
- 2006 – Taller in More Ways
- 2007 – Change
- 2008 – Catfights and Spotlights
- 2010 – Sweet 7

Singlar (topp 10 på UK Singles Chart)
- 2006 – "Red Dress" (#4)
- 2007 – "Walk This Way" (med Girls Aloud) (#1)
- 2007 – "About You Now" (#1)
- 2008 – "Girls" (#3)
- 2009 – "Get Sexy" (#2)
- 2009 – "About a Girl" (#8)
- 2010 – "Wear My Kiss" (#7)

### Solo
Singlar
- 2009 – "Never Leave You" (med Tinchy Stryder)
- 2013 – "Love (Is All We Need)" (med Adam J och Nightcrashers)
- 2014 – "Summertime"